# Билинце
Билинце (на сръбски: Билинце; на албански: Bilinicë) е село в Косово, разположено в община Гниляне, окръг Гниляне. Населението му според преброяването през 2011 г. е 314 души, от тях: 313 (99,68 %) албанци и 1 (0,31 %) неизвестен.

## Население
Численост на населението според преброяванията през годините:
- 1948 – 686 души
- 1953 – 704 души
- 1961 – 766 души
- 1971 – 753 души
- 1981 – 701 души
- 1991 – 635 души
- 2011 – 314 души